# Rosettenpflanze

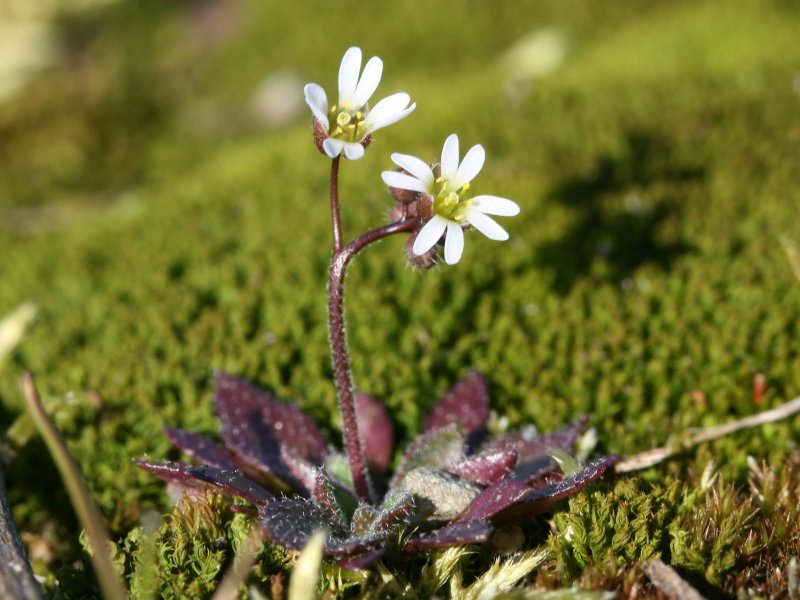
Beispiel einer Ganzrosettenpflanze: Erophila verna

Eine Rosettenpflanze ist eine krautige Pflanze, bei der alle oder die meisten Laubblätter am Stängelgrund zu einer Rosette gedrängt stehen. Dies kommt durch ein Ausbleiben der Streckung der einzelnen Abschnitte (Internodien) der Sprossachse zustande, diese ist also gestaucht.
Für die Definition der Rosette ist die Gestalt der Blätter – gestielt oder sitzend – unerheblich, ebenso ihre Ausrichtung (ob aufrecht oder dem Boden anliegend).
Die Bildung einer Grundrosette ermöglicht es den Pflanzen, ihre Stoffproduktion in der bodennahen, wärmeren Luftschicht durchzuführen. Diese Wuchsform ist häufig bei Pflanzen im Hochgebirge und im mediterranen Klima. Rosettenlose Pflanzen sind hingegen in sommerfeuchten, winterkalten Laubwäldern häufiger.
Rosettenpflanzen besitzen häufig sprossbürtige Wurzeln, während die Primärwurzel häufig verlorengeht (sekundäre Homorhizie).

## Ganzrosettenpflanzen
Ganzrosettenpflanzen oder Vollrosettenpflanzen besitzen außerhalb der Rosette keine weiteren Laubblätter, der Stängel ist somit ein blattloser Schaft.
Beispiele sind die Primeln (Primula) oder die Gattung Löwenzahn (Taraxacum).

## Halbrosettenpflanzen
Halbrosettenpflanzen tragen auch am Stängel Blätter.
Ein Beispiel ist das Wald-Habichtskraut (Hieracium sylvaticum) oder der Kompass-Lattich (Lactuca serriola).

## Erosulate Pflanzen
Pflanzen ohne Rosette werden als erosulat bezeichnet. Sie tragen Laubblätter nur an den gestreckten Achsen. Dies sind etwa alle kriechenden Pflanzen.

## Belege
1. 1 2 3  Gerhard Wagenitz: Wörterbuch der Botanik. Die Termini in ihrem historischen Zusammenhang. 2., erweiterte Auflage. Spektrum Akademischer Verlag, Heidelberg/Berlin 2003, ISBN 3-8274-1398-2, S. 47.
2. ↑  Manfred A. Fischer, Karl Oswald, Wolfgang Adler: Exkursionsflora für Österreich, Liechtenstein und Südtirol. 3., verbesserte Auflage. Land Oberösterreich, Biologiezentrum der Oberösterreichischen Landesmuseen, Linz 2008, ISBN 978-3-85474-187-9, S. 64.
3. 1 2 3  Werner Rothmaler: Exkursionsflora von Deutschland. Band 4. Gefäßpflanzen: Kritischer Band. 10. Auflage, Elsevier, München 2005, ISBN 3-8274-1496-2, S. 451.
4. ↑  Wilhelm Troll: Praktische Einführung in die Pflanzenmorphologie. Erster Teil: Der vegetative Aufbau. Gustav Fischer Verlag, Jena 1954, S. 34–40.
5. 1 2 3  Manfred A. Fischer, Karl Oswald, Wolfgang Adler: Exkursionsflora für Österreich, Liechtenstein und Südtirol. 3., verbesserte Auflage. Land Oberösterreich, Biologiezentrum der Oberösterreichischen Landesmuseen, Linz 2008, ISBN 978-3-85474-187-9, S. 1295.